# Оддантонио да Монтефельтро
Оддантонио да Монтефельтро (итал. Oddantonio da Montefeltro; 1428 — 22 июля 1444, Урбино) — первый герцог Урбино, представитель феодального рода Монтефельтро.

## Биография
Оддантонио унаследовал графство Урбино от своего отца, Гвидантонио да Монтефельтро, в 1443 году. 25 апреля того же года за помощь, оказанную в борьбе против Сфорца, папа Евгений IV возвысил Урбино до статуса герцогства.
Своим распутным образом жизни Оддантонио быстро истощил финансы маленького владения. В ночь с 21 на 22 июля 1444 года он был убит в урбинском герцогском замке. Новым герцогом стал его сводный брат Федериго. Существует версия, что Федериго участвовал в заговоре, приведшем к убийству Оддантонио, но доказательств её найдено не было.